# Hadena staudingeri
Hadena staudingeri är en fjärilsart som beskrevs av Wagner 1931. Hadena staudingeri ingår i släktet Hadena och familjen nattflyn. Inga underarter finns listade i Catalogue of Life.